# Hillsboro (Texas)
Pour les articles homonymes, voir Hillsboro.
La ville américaine de Hillsboro est le siège du comté de Hill, dans l’État du Texas. Elle comptait 8 456 habitants lors du recensement de 2010.

## Personnalité
Rafer Johnson (1934-2020), champion olympique du décathlon en 1960, recordman du monde, est né à Hillsboro.

## Source
- (en) Cet article est partiellement ou en totalité issu de l’article de Wikipédia en anglais intitulé « Hillsboro, Texas » (voir la liste des auteurs).